# 罗韦尼基区 (乌克兰)
罗韦尼基区（烏克蘭語：Ровеньківський район）是乌克兰盧甘斯克州一个计划成立的区，在2020年7月乌克兰行政区划改革中宣布成立。该区的行政中心为罗韦尼基，面积为2,088平方公里，人口数量为295,057人（2021年估计）。
然而该区的领土被卢甘斯克人民共和国实际控制，2020年之前原有的行政区划继续使用。

## 行政區劃
羅韋尼基區下分為3個市鎮：
- 安特拉齊特市鎮（烏克蘭語：Антрацитівська міська громада） (市級，行政中心：安特拉齊特)
- 羅韋尼基市鎮（烏克蘭語：Ровеньківська міська громада） (市級，行政中心：羅韋尼基)
- 赫魯斯塔利內市鎮（烏克蘭語：Хрустальненська міська громада） (市級，行政中心：赫魯斯塔利內)